# Ejército del Oeste (Rusia)
El Ejército del Oeste (Западная Армия) fue creado el 15 de noviembre de 1918 por la RSFSR con el objetivo de desplazarse al oeste, tras la retirada de las fuerzas alemanas, para establecer soviets en Bielorrusia y Ucrania. También fue conocido como el decimosexto ejército. El avance del Ejército del Oeste conduciría a la guerra polaco-soviética de 1919 - 1920.

## Historia
Después del Tratado de Brest-Litovsk, la nueva frontera ruso-alemana estaba controlada en el lado ruso por la Sección de Tropas de la Cortina del Oeste, (Западный участок отрядов завесы), o simplemente la Cortina del Oeste. La Cortina era un conjunto de separaciones dispersas. Su Comandante era Vladimir Igoryev. La Cortina del Oeste cubría alrededor de 800 kilómetros, eventualmente, la Cortina se separó en siete partes con más de 20.000 tropas, el número es muy pequeño en relación con el área que cubrían e insuficiente en el caso de una batalla.
Posteriormente, fueron reclutados por el Ejército Rojo que permitió una reorganización de las partes de la Cortina en divisiones regulares, la Cortina fue después reorganizada en la Defensa de la Región del Oeste (Западный район обороны). Fue creada el 11 de septiembre de 1918. La región se extendía desde Petrogrado hasta la frontera sur y era comandada por Andrey Snesarev.
Después de que el Tratado de Brest-Litovsk fuera anulado por los soviéticos el 13 de noviembre de 1918, la Defensa de la Región del Oeste fue transformada en el Ejército del Oeste el 15 de noviembre de 1918, en Smolensk. A finales de 1918 la fuerza del Ejército del Oeste tenía alrededor de 19.000 hombres, pero con poca artillería y caballería (8 armas y 261 caballos). En los siguientes meses su fuerza creció a 46.000 hombres, considerándose uno de los ejércitos menos importantes del período.
Inmediatamente después de su formación, siguió a las fuerzas alemanas en dirección a Bielorrusia y Ucrania. El propósito de la operación era tomar control del territorio abandonado por el ejército alemán. Después de ganar algunas pequeñas batallas, entre ellas la Batalla de Bereza Katrushka, el 14 de febrero, dio pie, por accidente, al inicio de lo que se convertiría en la Guerra Ruso-Polaca.
- Datos: Q10917186